# Paulistana
Paulistana är en kommun i Brasilien.   Den ligger i delstaten Piauí, i den östra delen av landet, 1 100 km nordost om huvudstaden Brasília. Antalet invånare är 19 783.
Omgivningarna runt Paulistana är huvudsakligen savann. Runt Paulistana är det glesbefolkat, med 9 invånare per kvadratkilometer.